# كوهن (عائلة)

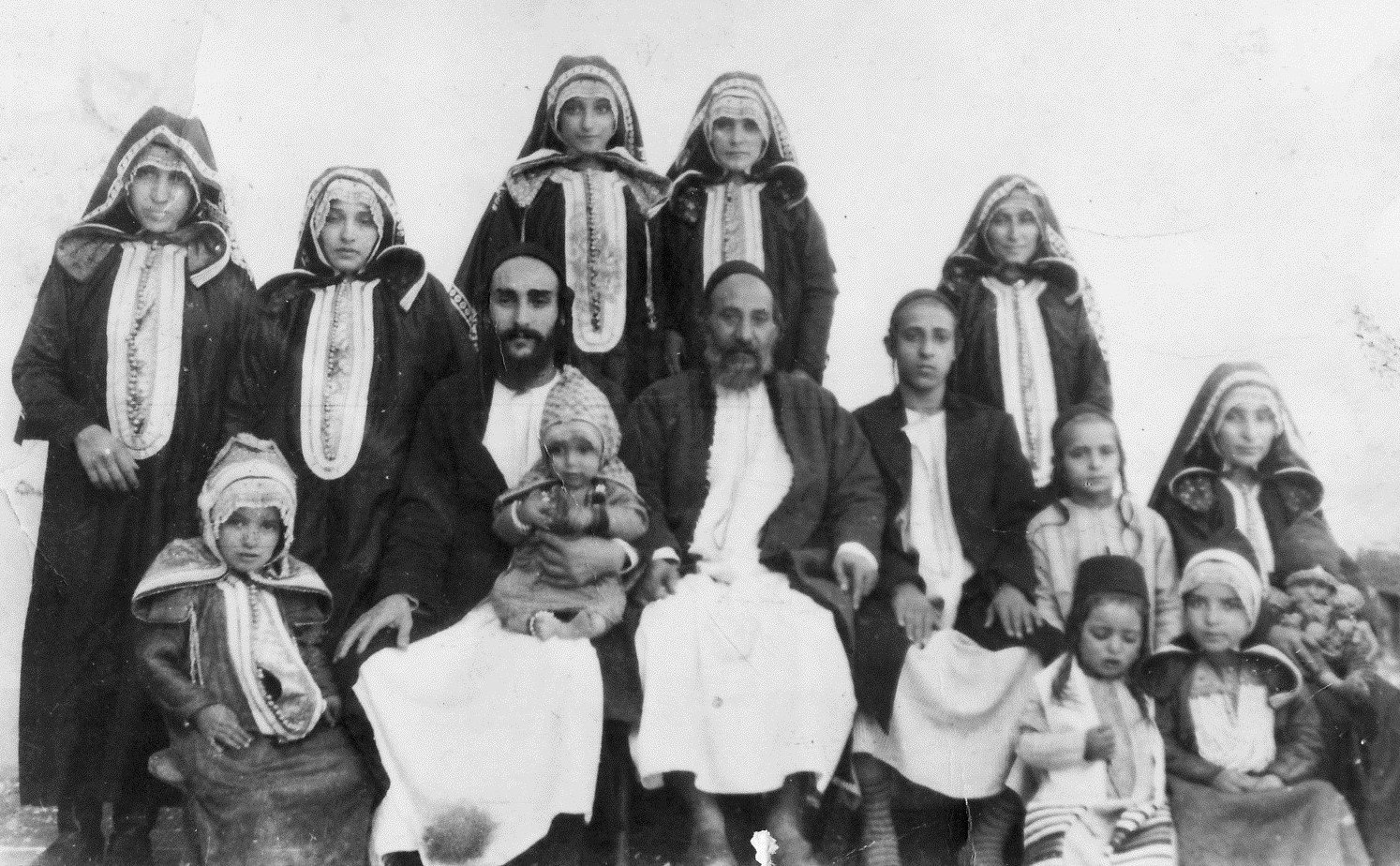

كوهن (العبرية: כֹּהֵן, بمعنى: كاهن) هو اسم عائلة يهودي من أصول توراتيّة. أنه اسم عائلة شائع جداً لدى اليهود، مثل سميث في اللغة الإنجليزية.
حامل هذا الاسم يشير أن واحد من اجداده كان كاهن في معبد أورشليم. كانوا يعرفون بلقب كُوهين، ويعرفون أحفادهم باللقب كوهنيم.
كونك كوهن يفرض عليك بعض القوانين لدى اليهود، فكوهن لا يمتلك الحق أن يتزوج امرأة مطلقة، أو مرتدة عن دينها (كانت غير يهودية ولكن غيرت دينها)، ولا يسمح لكوهن أن يلامس الموتى.
كانت هناك محاولة لتتبع ما إذا كان الناس مع الاسم العائلة 'كوهن' في الواقع من أصل مشترك وراثياً وقد جرى التوقيع في الحمض النووي محدد المرتبطة اسم يعرف المفردات مشروط كوهن.